# Hans Brenaa
Hans Brenaa   (Stenmagle, 9 d'octubre de 1910 - 14 d'abril de 1988) va ser un ballarí, professor i director de ballet danès.
Va estudiar a la "Royal Danish Ballet School" des de 1918 i es va incorporar a la companyia el 1928; va ascendir a director el 1945. Va crear papers a George Balanchine, Llegenda de Joseph (1931) i en nombrosos ballets de Lander, entre ells Études (1948). Va produir Les noces d'Aurora per al "Royal Ballet Danès" el 1950. Després de retirar-se dels escenaris el 1955 es va convertir en productor, escenificant el repertori de Bournonville a Dinamarca i altres llocs. També va ensenyar a la "Royal Danish Ballet School" de Copenhaguen des de 1942 i va ser un professor incansable de l'estil Bournonville a tot Europa i Amèrica.
Entre les produccions de Bournonville va escenificar amb el "Royal Danish Ballet" destaquen The Kermesse in Bruges (1957 i 1978), La Sylphide (1967), Konservatoriet (1968), The King's Volunteers on Amager (1970), Lluny de Dinamarca (1973), i La Ventana (1979). Brenaa va fer ballar els ballets més directes i enginyosos a través de l'escenari amb una vitalitat infecciosa. Durant els períodes en què Hans Brenaa va estar absent del teatre, Kirsten Ralov va ser el custodi de la tradició de Bournonville. El 1979 va comprometre el paper a les escoles Bournonville.

Va dir Halets més directes i enginyosos a través de l'escenari amb una vitalitat infecciosa. Durant els períodes en què Hans Brenaa va estar absent del teatre, Kirsten Ralovns Brenaa
| « | <<Crec que sé, és molt important mostrar als joves què és Bournonville. Crec que no fem tant com hauríem de fer, aquí al Royal Theatre, tenim massa ballet modern. Per descomptat, als joves els agrada, però si ho fem massa, ens oblidem de Bournonville, i Bournonville és el més important per a Dinamarca.>> | » |